# ولی اوشاغی
ولی اوشاغی (به لاتین: Vəliuşağı) یک منطقه مسکونی در جمهوری آذربایجان است که در شهرستان بردع واقع شده است. ولی اوشاغی ۴۲۰ نفر جمعیت دارد.